# 袁寶華企業管理金獎
袁寶華企業管理金獎是中國企業管理科學基金會所設立的獎項，為中國企業管理領域的最高榮譽。首次頒獎於2005年，每年頒發給2到3位在管理方面有傑出貢獻的企業管理人。獎金為10萬元人民幣，首屆得獎者是魯冠球、謝企華與常德傳。

## 外部連結
- 企業管理最高獎“袁寶華企業管理金獎”設立
- 魯冠球獲首屆“袁寶華企業管理金獎”（页面存档备份，存于）